# Eupalelius scapulatus
Eupalelius scapulatus is een keversoort uit de familie Disteniidae. De wetenschappelijke naam van de soort is voor het eerst geldig gepubliceerd in 1896 door Fairmaire.